# Ribeirão do Largo
Ribeirão do Largo is een gemeente in de Braziliaanse deelstaat Bahia. De gemeente telt 14.528 inwoners (schatting 2009).